# T.J. Parker
Terence Jonathan Parker, detto T.J. (Valenciennes, 16 maggio 1984), è un ex cestista e allenatore di pallacanestro francese.

## Biografia
È il fratello minore di Tony Parker.

## Palmarès

### Giocatore
- Campionato francese: 1

Nancy: 2007-08
- Semaine des As: 1

Asvel: 2010
- Match des Champions: 2

Nancy: 2008
ASVEL: 2009

### Allenatore
- Campionato francese: 2

ASVEL: 2020-2021, 2021-2022
- Coppa di Francia: 1

ASVEL: 2020-2021
- Leaders Cup: 1

ASVEL: 2023